# 링컨 (1939년 영화)
링컨(Young Mr. Lincoln)은 미국에서 제작된 존 포드 감독의 1939년 드라마 영화이다. 헨리 폰다 등이 주연으로 출연하였고 케네스 맥고완 등이 제작에 참여하였다.

## 출연

### 주연
- 헨리 폰다
- 앨리스 브래디

### 조연
- 마저리 위버
- 아린 웨랜
- 폴린 무어
- 리처드 크롬웰
- 도널드 믹
- 도리스 바우든
- 에디 퀼런
- 스펜서 차터스
- 워드 본드
- 밀번 스톤
- 클리프 클락
- 로버트 로워리
- 찰스 태넌
- 프란시스 포드
- 프레드 콜러 주니어

## 제작진
- 미술: 마크-리 커크
- 미술: 리처드 데이
- 의상: 로이어